# Half a Loaf of Kung Fu
Half a Loaf of Kung Fu (en España: El Aprendiz de Kung Fu y en Latinoamérica: La furia de la serpiente). Es una película de artes marciales de 1978 rodada en Hong Kong, dirigida por Chen Chi-hwa y escrita y protagonizada por Jackie Chan.

## Sinopsis
Chan interpreta a un torpe acróbata de pelo largo llamado Jiang que realmente quiere practicar kung fu. Encuentra un anuncio de trabajo en una mansión como guardaespaldas, pero termina envuelto en medio de un negocio sospechoso. Le dicen que no se acerque a la "habitación de invitados" donde se hospeda el invitado especial. Un compañero de trabajo le dice a Jiang que hay una bruja malvada que vive en la habitación de invitados y que no debe ser molestada.

## Reparto
- Jackie Chan como Jiang.
- James Tien como Mater Mao.
- Doris Lung como hija de Fung.
- Kam Kong como Ying Fu.
- Kim Jeong-nan como Lu.

## Comentarios
En Argentina el filme se estrenó en noviembre de 1981, bajo el nombre La furia de la serpiente.

## Críticas
La revista Gente de Buenos Aires, en su edición del 3 de diciembre de 1981 comentó negativamente la película: "Semana de estrenos tan pobre en cantidad como en calidad. Sólo así se justifica la presentación de este filme que tiene como estrella a Jacky Chan que no es un actor sino un arma mortífera de 1,75 de alto, 68 kilos de peso y 25 años. La fotografía es algo borrosa y sirve para adivinar el argumento. El encuadre es algo deficiente. Hay personajes que aparecen como colgados de la pantalla. Se intuye que hay bandas rivales que pelean por la posesión de un tesoro, mientras hacen un despliegue incesante de karate, kung fu, sipalky do, aikido y otras yerbas. CONSEJO: Ni siquiera para los que gustan del género."